# Hoplitis heilungjiangensis
Hoplitis heilungjiangensis är en biart som beskrevs av Wu 1987. Hoplitis heilungjiangensis ingår i släktet gnagbin, och familjen buksamlarbin. Inga underarter finns listade i Catalogue of Life.